# زبان‌های کوشی
زبان‌های کوشی یکی از خانواده‌های زبانی زبان‌های آفروآسیایی است که عمدتاً در مناطق شاخ آفریقا (سومالی، اریتره، جیبوتی و اتیوپی) و همچنین نیل (سودان و مصر) و بخش‌هایی از مناطق دریاچه‌های بزرگ آفریقا (تانزانیا و کنیا) تکلم می‌شود.